# Pól Thorsteinsson
Pól Thorsteinsson (Vágur, 1973. november 17. –) feröeri labdarúgóhátvéd. Több feröeri és izlandi klubnál megfordult. Pályafutását a VB/Sumba játékosaként fejezte be a 2009-es szezon után, 36 évesen.

## Pályafutása
Először 1991-ben lépett pályára a feröeri bajnokságban, a VB Vágur színeiben. 1993-ban, 1994-ben és 1997-ben csapata legjobb góllövője volt. Pályafutásának nagy részét feröeri csapatoknál töltötte, de egy szezont az izlandi Valurnál is játszott. 2009-ben lőtte 50. gólját a VB/Sumba (illetve elődje, a VB Vágur) első csapatában. Háromszor is a csapat legjobb góllövője volt a bajnokságban: 1993-ban 6 góllal, 1994-ben 12 góllal, valamint 1997-ben 10 góllal.

## Eredmények
Háromszor volt tagja kupagyőztes csapatnak: 2001-ben és 2003-ban a B36 Tórshavn, 2002-ben az NSÍ Runavík csapatával hódította el a trófeát. Ugyancsak háromszor volt bajnokcsapat tagja: 2001-ben és 2005-ben a B36-nak, 2007-ben pedig az NSÍ-nek.

## Fordítás
- Ez a szócikk részben vagy egészben a Pól Thorsteinsson című angol Wikipédia-szócikk ezen változatának fordításán alapul.  Az eredeti cikk szerkesztőit annak laptörténete sorolja fel. Ez a jelzés csupán a megfogalmazás eredetét és a szerzői jogokat jelzi, nem szolgál a cikkben szereplő információk forrásmegjelöléseként.

## Külső hivatkozások
- Profil, worldfootball.net (angol)
- Profil, National Football Teams (angol)
- Mál nr. 50 hjá Pól Thorsteinsson, Suðurrás (feröeri)